# Teoponte (municipio)
Teoponte es una localidad y municipio de Bolivia, ubicado en la provincia de Larecaja en el departamento de La Paz. La capital del municipio es la localidad homónima, ubicada en los valles bolivianos.  
Según el último censo oficial realizado por el Instituto Nacional de Estadística de Bolivia (INE) en 2012, el municipio cuenta con una población de 10.439 habitantes y está situado a una altitud promedio de 1.000 metros sobre el nivel del mar.
El municipio posee una extensión superficial de 1.359 km² y una densidad de población de 6,87 hab/km².

## Demografía
De acuerdo con el censo boliviano de 2024, la población del municipio de Teoponte es de 13 469 habitantes.
La población del municipio fluctuó considerablemente entre 1992 y 2024, pero en general aumentó a la mitad, mientras que la población de la localidad ha aumentado en aproximadamente una quinta parte entre 1992 y 2012:
| Año  | Habitantes (municipio) | Habitantes (localidad) | Fuente                  |
| ---- | ---------------------- | ---------------------- | ----------------------- |
| 1992 | 9 438                  | 1 260                  | Censo boliviano de 1992 |
| 2001 | 7 109                  | 1 421                  | Censo boliviano de 2001 |
| 2012 | 10 439                 | 1 519                  | Censo boliviano de 2012 |
| 2024 | 13 469                 |                        | Censo boliviano de 2024 |

## Transporte
Teoponte se encuentra a 226 kilómetros por carretera al norte de La Paz, la sede de gobierno de Bolivia.
Desde La Paz, la ruta troncal Ruta 3, parcialmente pavimentada, recorre 160 kilómetros hacia el noreste vía Cotapata hasta Caranavi, de donde se bifurca la Ruta 26 sin pavimentar, que llega a Guanay después de 70 kilómetros. Ocho kilómetros antes de Guanay, la Ruta 26 cruza el río Coroico por un puente carretero; en este punto se bifurca a la derecha un camino vecinal sin pavimentar, por el cual se llega a Teoponte luego de cuatro kilómetros.